# Acrostichum aureum
A Acrostichum aureum, conhecida popularmente como samambaia-do-mangue é uma erva pteridófita da ordem Polypodiales, família Pteridaceae., e do gênero Acrostichum, nativa do Brasil.

## Distribuição geográfica
A espécie possui distribuição neotropical e ocorrências confirmadas em quatro regiões brasileiras, ausente apenas na região Centro-Oeste. A samambaia-do-mangue está distribuída nos seguintes estados brasileiros:
- Norte (Amapá, Pará);

- Nordeste (Alagoas, Bahia, Ceará, Maranhão, Paraíba, Pernambuco, Rio Grande do Norte, Sergipe);

- Sudeste (Espírito Santo, Minas Gerais, Rio de Janeiro, São Paulo);

- Sul (Paraná, Santa Catarina)[6]

### Domínios fitogeográficos
De acordo com a composição paisagística do ambiente, é encontrada na Mata Atlântica.

### Tipo de vegetação
Dentro da Mata Atlântica, a Acrostichum aureum pode ser encontrada em ambientes de manguezal, restinga e próxima à vegetações aquáticas.

## Características morfológicas
A samambaia-do-mangue é conhecida por ser uma planta terrestre, cujas frondes (folhas) podem chegar a até 2 metros de comprimento. Possui rizoma(s) curto(s), pecíolo(s) sulcado(s), ou seja, com textura arranhada e com/espinho(s). Em relação às estruturas reprodutivas, possui esporângio do tipo leptosporângio com pedicelo e ânulo (estrutura semelhante à um anel membranoso) vertical/sem/indúsio. Possui também paráfises com muitos lobo(s) e esporo com aspecto grosseiramente triangular (trilete) esbranquiçado a(s) amarelado e tuberculado(s).

## Habitat e hábito
São encontradas geralmente onde o solo permanece menos úmido, como em manguezais . São muito comuns também em regiões de borda interna, em transições do mangue-mata, onde o solo é menos úmido e, normalmente, onde o extrato arbóreo é menos denso ou até inexistente. Por conta de estar presente também em áreas impactadas, a samambaia-do-mangue se mostra dominante e de fácil estabilização em um local.
Seu hábito pode ser tanto herbáceo quanto arbóreo.

## Estado de conservação
De acordo com a Lista Vermelha de Espécies Ameaçadas da International Union for Conservation of Nature (IUCN), a espécie se encontra pouco preocupante quanto à ameaça de sofrer com o declínio populacional. Além de ser uma espécie comum e de contar com um rápido crescimento, ou seja, pode dispersar seus esporos e se manter em um ecossitema facilmente, a espécie consegue se manter bem em um local, podendo ainda necessitar de poucos cuidados e tratamentos para que seu desenvolvimetno atinja o sucesso.

## Importância
Além de serem reservatórios de alimento e espaços para reprodução de anfíbios, as samambaias mantém a umidade no interior da floresta, absorvendo água pelas raízes e distribuindo-a gradualmente ao solo e ar. Por conta de sua grande dispersão e concentração, a taxa de filtração do ar é muito intensa .

## Desafios
Assim como outras espécies de samambaias, a samambaia-do-mangue está sujeita à exploração e ao comércio ilegal. Embora esteja presente em áreas de mangue, por estarem em regiões de Mata Atlântica - bioma historicamente explorado -, tornam-se vulneráveis à extração com manejo inadequado.